# Trichosea taikoshonis
Trichosea taikoshonis är en fjärilsart som beskrevs av Matsumura 1929. Trichosea taikoshonis ingår i släktet Trichosea och familjen Pantheidae. Inga underarter finns listade i Catalogue of Life.